# Gianni de Luca
Gianni de Luca (Gagliato, Catanzaro, Italia, 27 de enero de 1927 – Roma, Italia, 6 de junio de 1991) fue un historietista, pintor, ilustrador y grabador italiano.

## Vida
De Luca nació en Gagliano, en Calabria, y pronto se trasladó a Roma, donde estudia arquitectura. Pero pronto abandonó la carrera para dedicarse por completo a la historieta. 
Comienza a publicar en la páginas de Il Victorioso (El Victorioso) en el año 1946 con la serie “Anac il distruttore” (Anac, el destructor), seguida en 1947 de “Il mago Da Vinci”, y después por “L’imperio del sole” y “Gli ultimi della terra”. 
A finales de los años cincuenta inicia su colaboración con Edizioni Paoline y en particular con el semanarioi Il Giornalino: entre el año 1957 y el 1969 realiza “La più grande storia mai raccontata” ("La historia más grande jamás contada", una serie de relatos extraídos de la Biblia) y “I dodici in cammino” (una historia de la Iglesia cristiana). 

### La serieCommissario Spada
Después de unos años dedicados a la ilustración, llega el año 1969, que es uno de los más importantes en su carrera, no solo por su vuelta a la historieta con “Bob Jason”, género del oeste, siempre en las páginas de Il Giornalino, sino por la serie "Commissario Spada" (Comisario Spada") con el comisario Eugenio Spada, serie escrita por Gianluigi Gonano, escritor de ciencia ficción.
El "Commissario Spada" es una serie innovadora para su época, ya que la revista que le daba cabida, Il Giornalino, era una publicación básicamente cristiana, destinada a un público juvenil que era distribuida en las parroquias y esto nos da una idea de su valiente propuesta, pues, a diferencia de muchos otros cómics de la época fue fiel a la violenta realidad de la vida cotidiana, en particular la de Milán. Los dos autores, gracias al apoyo del dibujo contemporáneo, la editorial y el público, podría continuar hasta 1982 en su trabajo: por un lado Gonano con textos e historias absolutamente actuales (investigaciones clásicas, el crimen organizado, los cultos satánicos, los terroristas, los asesinos son sólo algunos de los temas tratados).
La serie es innovadora gráficamente, con encuadres nunca vistos y personajes en continuo movimiento dentro de las viñetas, anticipándose de hecho a algunos autores tales como Marshall Rogers, Bill Sienkiewicz o Dave McKean

### La revolución: el ciclo de Shakespeare
En 1975 De Luca se toma un descanso de la serie "Commissario Spada"  para realizar “Amleto”, “La tempesta” y “Romeo e Giulietta”, el llamado ciclo de Shakespeare, junto con Roudolph ( Raúl Traverso ), escritor experto en adaptaciones a historietas de clásicos de la literatura.  De Luca pone en práctica la teoría de Buzzelli, según el cual, la historieta no es otra cosa que un teatro. Y teniendo en cuenta que es el teatro el medio más adecuado para estas obras, decide mover a los personajes en el interior de un verdadero escenario teatral, prescindiendo al máximo de la subdivisión en viñetas, en un único fondo de dos páginas donde los personajes se mueven y repiten realizando así la dramatización de la obra.

### El último trabajo
En 1982, cerrado el ciclo del “Commissario Spada” que le valió el premio Yellow Kid al mejor dibujante del año en 1971, De Luca realiza su obra de tono legendario “Il giornalino di Gian Burrasca” versión en cómic de la novela homónima de Vamba, esta vez con guion de Claudio Nizzi. Sucesivamente llegaron “Avventura sull’Orinoco” con guion de Roberto Dal Prà, y las biografías de Totò y de Marilyn Monroe con textos de Marco De Tillo. 
Estas obras sin embargo son sólo el prólogo de la que viene a ser considerada la obra más ambiciosa de su carrera: “Paulus”, con guion de Tommaso Mastrandrea, y desarrollada en las páginas de Il Giornalino, que es una visión futurista de la vida de San Pablo. 
El año siguiente 1988 se publica “La frecia nera”, su versión del clásico de Robert Louis Stevenson, y al mismo tiempo comienza su última obra “I giorni dell’imperio” (Los días del Imperio) 
Ambientada en la antigua Roma Imperial, esta saga quedaría inconclusa debido a la imprevista muerte del artista.

### Obras
- Gianni De Luca, Gian Luigi Gonano, Il commissario Spada, reimpreso en 4 volúmenes del ciclo completo con contribuciones adicionales de varios autores, Bologna, Black Velvet-Scandiano/Milano, Edizioni BD, 2004-2006, ISBN 88-87658-40-4, 88-87658-59-5, 88-87658-93-5, 88-89574-61-5
- Gianni De Luca, La biblioteca di Gianni De Luca, vol. 1°: Gian Burrasca e altre storie, reimpreso con contribuciones adicionales de los diversos autores, Bologna, Black Velvet, 2008, ISBN 978-88-87827-83-5

### La crítica
- 'De Luca. Il disegno pensiero', Hamelin, Bologna, Black Velvet, 2008, ISBN 978-88-87827-82-8

- Datos: Q538728